# Національна академія керівних кадрів культури і мистецтв
Націона́льна акаде́мія керівни́х ка́дрів культу́ри і мисте́цтв (НАКККіМ) — вищий навчальний заклад IV рівня акредитації в Києві, який надає вищу освіту, забезпечує перепідготовку і підвищення кваліфікації фахівців в галузі культури і мистецтв.

## Основні відомості
В Академії навчається близько 3000 студентів, в Інституті післядипломної освіти підвищують кваліфікацію щорічно 3000 керівників і провідних фахівців культури і мистецтв, а також 1200 державних службовців.
Підготовка та перепідготовка кадрів відбувається згідно з соціальним замовленням та індивідуальними запитами громадян України, підвищення кваліфікації — за державним замовленням. Академія видає дипломи державного зразка: бакалавр (термін навчання — 4 роки), магістр (термін навчання — (1-1,5 років).
Академія, за результатами рейтингу ЮНЕСКО 2008—2018 роки, посідає перше місце серед вищих навчальних закладів у галузі культури і мистецтв України.

## Історія
Заснована 3 січня 1970 р. як Інститут підвищення кваліфікації працівників культури. З 1985 року академію очолює Чернець Василь Гнатович. З 1 вересня 1998 р. Постановою Кабінету Міністрів № 1358 від 31.08.1998 р. «Про створення у м. Києві Державної академії керівних кадрів культури і мистецтв» та відповідного наказу Міністерства культури і мистецтв № 395 від 21.09.1996 р. на базі інституту створено Державну академію керівних кадрів культури та мистецтв. Створення Академії обумовлено необхідністю формування моделі безперервної освіти у сфері культури і мистецтв в Україні.
Враховуючи загальнодержавне та міжнародне визнання результатів діяльності Державної академії керівних кадрів культури і мистецтв, її вагомий внесок у розвиток національної освіти та науки, указом Президента № 13/2010 Віктора Ющенка від 12 січня 2010 року Академії надано статус Національної.

## Керівники і викладачі
Академію очолює виконувач обов'язків ректора Марченко Валерій Віталійович, заслужений діяч мистецтв України, професор, доктор філософії, кандидат мистецтвознавства, композитор, аранжувальник.
Навчальний процес забезпечують:
- 265 науково-педагогічних працівників;
- 46 професорів;
- 82 доценти;
- 35 докторів наук;
- 102 кандидати наук.

В Академії працюють та викладають (працювали та викладали):
- у сфері культурології: Герчанівська Поліна Евальдівна, Дичковський Степан Іванович, Єсипенко Роман Миколайович, Король Денис Олександрович, Литвин Сергій Харитонович, Овчарук Ольга Володимирівна, Осадча Лариса Василівна, Побережна Галина Іонівна, Руденко Сергій Борисович, Русаков Сергій Сергійович, Сіверс Валерій Анатолійович, Семашко Олександр Миколайович.
- у сфері менеджменту: Клочко Валентин Петрович, Копієвська Ольга Рафаїлівна, Тимошенко Максим Олегович, Шморгун Леонід Григорович.
- у сфері інформаційної та бібліотечної справи[2] — Боряк Тетяна Генадіївна, Загуменна Віра Вікторівна, Збанацька Оксана Миколаївна, Петрова Людмила Григорівна, Хіміч Ярослава Олегівна, Шевченко Ірина Олександрівна.
- у сфері дизайну: Кущ Микола Васильович, Папета Сергій Павлович.
- у сфері мистецтва: Бобул Іван Васильович, Бурміцька Людмила Франківна, Демещенко Віолета Валеріївна, Вантух Мирослав Михайлович, Кужельний Олексій Павлович, Хоролець Лариса Іванівна, Чирипюк Дмитро Іванович, Садовенко Світлана Миколаївна

## Матеріально-технічна база
У шести навчальних корпусах академії розміщуються інформаційно-обчислювальний центр, комп'ютеризовані аудиторії, два інтернет-центри, спеціалізовані аудиторії, бібліотека та читальний зал, де кожен студент може скористатися необхідними матеріалами, підручниками, посібниками відповідно до чинних освітніх стандартів.
Академія має власні професійні студії звукозапису та кабельного телебачення, редакційно-видавничий відділ, видавничий комплекс, сучасні хореографічні класи, навчально-наукову виробничу лабораторію сучасних технологій проектування і будівництва ландшафтних об'єктів, лабораторію менеджменту, мультимедійний центр.
Регіональні структури:
- Чернігівська філія НАКККіМ;
- Рівненський центр підвищення кваліфікації працівників культури;

В Академії готують різні наукові, навчально-методичні, а також спеціалізовані видання.
Проводяться тренінгові семінари із застосування сучасних інформаційних технологій у межах спільного проекту «HamburgEnglish» (Гамбург, Німеччина). Спільно з посольством Німеччини в Україні впроваджено факультатив «Діалог культур: Україна в міжнародних культурних зв'язках» для студентів спеціальності «Менеджмент соціокультурної діяльності» та цикл лекцій «Німецька культура і культурна політика в епоху глобалізації». Спільно з посольством США здійснюється програма «Американські лектори» для студентів спеціальності «Менеджер соціокультурної діяльності».
Тут поглиблено вивчаються іноземні  мови (англійська, німецька, французька, іспанська) та здійснюється безкоштовно підготовка до міжнародних екзаменів TOEIC, TOEFL, FCE, CAE, CPE, IELTS. За результатами успішного тестування випускники академії разом з дипломом мають можливість отримати сертифікат.
Академія співпрацює в напрямку розвитку і впровадження інноваційних послуг в українських бібліотеках з метою подальшої інтеграції України до всесвітнього інформаційного простору в межах програми «Бібліоміст» (фундація Білла та Мелінди Гейтс спільно з Радою міжнародних наукових досліджень та обмінів (IREX)).
Національна академія керівних кадрів культури і мистецтв, разом з представництвом Європейської комісії в Україні проводить зустрічі на рівні Представництва Ради Європи, що дозволяє виробити практичні навички співпраці, побачити перспективи європейського розвитку.
Фахівці Академії є членами міжнародних організацій, зокрема:
- Міжнародної асоціації ландшафтних архітекторів країн СНД;
- Гільдії ландшафтних архітекторів України;
- Європейської асоціації ландшафтних архітекторів в Брюсселі (Бельгія);
- ICOMOS;
- Українського національного комітету Міжнародного комітету збереження індустріальної спадщини — TICCIH — Україна;
- Міжнародної асоціації музичних бібліотек, архівів і документальних центрів (IAML) Франкфурт-на-Майні, Німеччина;
- Міжнародних хорових асоціацій: АСА, Evropa Cantat;
- Проекту «Менеджер мистецького середовища» (США — Україна);
- Міжнародного центру «Європейська ініціатива» Львівського ставропігійського університету. Франкфурт-на-Майні, Німеччина.

## Періодичні фахові видання Академії
- Науковий журнал «Міжнародний вісник: Культурологія. Філологія. Музикознавство» (2 рази на рік);
- Збірник наукових праць «Актуальні проблеми історії, теорії та практики художньої культури» (2 рази на рік);
- Науковий журнал «Вісник Національної академії керівних кадрів культури і мистецтв» (4 рази на рік);
- Альманах «Культура і сучасність» (2 рази на рік);
- Збірник наукових праць «Мистецтвознавчі записки» (2 рази на рік);
- Науковий журнал «Бібліотекознавство. Документознавство. Інформологія» (4 рази на рік);
- Науковий журнал «Економіка і менеджмент культури» (2 рази на рік).